# Gomesa culuenensis
Gomesa culuenensis är en orkidéart som först beskrevs av Docha Neto och Benelli, och fick sitt nu gällande namn av Emil Lückel. Gomesa culuenensis ingår i släktet Gomesa och familjen orkidéer. Inga underarter finns listade i Catalogue of Life.